# 末広光夫
末広 光夫（すえひろ みつお、1929年 - 2012年9月22日）は、東京都出身の音楽評論家。

## 人物
千葉農業専門学校（後の千葉大学）の学生のころ、FEN（アメリカ軍放送）のジャズ番組にハマり、熱中する。大学を中途退学後、その後尼崎市の化学機械製造メーカーを運営する父の仕事を手伝うも、ジャズへの造詣が脳裏から離れず、開局したばかりのラジオ神戸（現・ラジオ関西）で音楽評論家として番組に出演していた生糸メーカーの経営者・油井正一（芸名・朝比奈次郎）からの推薦で、音楽番組の選曲者をやらないかと声をかけたことをきっかけに、ラジオ神戸に入社。日本で初となる電話リクエストの成功に貢献した。
その後もラジオ関西でジャズ番組「ホットジャズライン」などのディスクジョッキーや、ジャス音楽の評論、また毎年秋に行われる一大ジャズフェスティバルの
「神戸ジャズストリート」の企画・運営に携わる。
2012年9月22日、肺未分化がんにより神戸市内で死去。83歳没。

## 関係人物
- 大牧暁子
- 三浦紘朗